# Ich glaub’ mich knutscht ein Elch!
Ich glaub’ mich knutscht ein Elch! (Originaltitel: Stripes) ist eine US-amerikanische Komödie von Ivan Reitman aus dem Jahr 1981. Der Film hatte seine Premiere am 17. Dezember 1981 in den bundesdeutschen Kinos.

## Handlung
John Winger, der Job und Freundin am selben Tag verloren hat, beschließt seinem Leben eine neue Richtung zu geben. Er überredet seinen Freund Russell Ziskey, mit ihm in die US Army einzutreten. Wingers losem Mundwerk und seiner respektlosen Haltung wird seitens des Ausbilders Sergeant Hulka mit verschärftem Drill begegnet. Kommandeur Captain Stillman erweist sich als inkompetent, und die Mehrzahl der Rekruten sind eher schlichte Gemüter. Einziger Lichtblick während der Grundausbildung sind die Militärpolizistinnen Stella Hansen und Louise Cooper. Die beiden Freundinnen greifen Winger und Ziskey zwar wiederholt auf, geben aber ihren romantischen Gefühlen Vorrang vor der militärischen Ordnung.
Als Hulka kurz vor Ende der Ausbildung bei einer Übung verletzt wird, übernimmt Winger den Drill seiner Kameraden und führt das Ergebnis am Paradetag einem verblüfften Publikum vor. General Barnicke ist begeistert und schickt die Einheit unter dem Kommando Stillmans nach Italien. Zusammen mit dem genesenen Hulka sollen sie dort das EM 50 präsentieren, ein gepanzertes und schwer bewaffnetes Wohnmobil. Als Winger und Ziskey erfahren, dass die beiden Militärpolizistinnen zur selben Zeit in Deutschland sind, entwenden sie das EM 50, um die beiden zu besuchen. Stillman, der den Vorfall vertuschen möchte, folgt ihnen mit dem Rest der Einheit. Aus Versehen überschreitet die Truppe allerdings den Eisernen Vorhang und wird in der Tschechoslowakei von der Sowjetarmee gefangen genommen. Lediglich Hulka kann sich dem Zugriff entziehen und einen Notruf absetzen.
Im EM 50 fangen Winger und seine drei Mitstreiter den Hilferuf auf und eilen zur Rettung der Kameraden. Das hochgerüstete Wohnmobil erweist sich als unschlagbare Waffe, und allen gelingt die Flucht. Zurück in der Heimat werden die Soldaten als Helden und Medienstars gefeiert, Hulka quittiert den Dienst und Stillman wird in die Nähe von Nome, Alaska strafversetzt.

## Synchronisation
Es gibt seit der DVD-Version 2005 zwei Synchronfassungen. Die zweite entstand bei der Scalamedia, München. Arne Elsholtz schrieb das Dialogbuch und führte Regie. Die Neusynchronisation wurde notwendig, da die Erstversion die Dolby-Digital-Bearbeitung nicht unterstützte (ähnlich wie beim Film Saturday Night Fever).
| Rolle               | Darsteller       | Synchronsprecher (Kino 1981) | Synchronsprecher (DVD 2005) |
| ------------------- | ---------------- | ---------------------------- | --------------------------- |
| John Winger         | Bill Murray      | Sigmar Solbach               | Arne Elsholtz               |
| Russell Ziskey      | Harold Ramis     | Tonio von der Meden          | Marcus Off                  |
| Sgt. Hulka          | Warren Oates     | Klaus Löwitsch               | Gudo Hoegel                 |
| Dewey „Ox“ Oxberger | John Candy       | Michael Habeck               | Claus Brockmeyer            |
| Elmo                | Judge Reinhold   | Christian Tramitz            | Johannes Raspe              |
| Capt. Stillman      | John Larroquette | Hans-Michael Rehberg         | Mike Carl                   |
| Pvt. „Cruiser“      | John Diehl       | Markus Stollberg             | Pascal Breuer               |
| Louise              | Sean Young       | Helga Anders                 | Alexandra Ludwig            |

## Kritiken
Ich glaub’ mich knutscht ein Elch! erhielt in den Vereinigten Staaten überwiegend positive Kritiken und erzielte auf Rotten Tomatoes eine Wertung von 86 % basierend auf 36 Rezensionen.
Roger Ebert bewertete die Komödie in der Chicago Sun-Times vom 1. Januar 1981 mit 3,5 von 4 Sternen und nannte sie einen „anarchischen Tölpelfilm“, der alles feiere, was „respektlos“, „rücksichtslos“, „töricht“, „undiszipliniert“ und manchmal „skatologisch“ sei. Bill Murray und Harold Ramis würden ein „wundervolles“ Team abgeben.

„Eher läppische als vergnügliche Militärfarce, der es trotz bemüht chaotischer Komik nicht gelingt, Militarismus und platte Feindbilder zu entlarven.“

## Trivia
- Die Szenen beim „Schloss von Hapsburg“ wurden nicht in Deutschland gedreht. Es handelt sich um das Greystone Mansion in Kalifornien.[8] In einer etwa 30 Sekunden langen Szene an diesem Schauplatz werden einige Deutschland betreffende Filmklischees komprimiert: John verwendet die Begriffe „Dankeschön“, „Volkswagen“, „Schnitzel“ und Hänsel und Gretel, und zwei Autos tragen Nummernschilder mit den Buchstaben WH und SS.
- Der Film spielte ca. 85 Millionen US-Dollar ein und war der fünfterfolgreichste Film des Jahres 1981 in den USA.[9]
- Es gab zwei Versionen des Films. Die längere Fassung enthält Szenen im lateinamerikanischen Dschungel: Nachdem sich John und Russell unerlaubt in ein Flugzeug mit einer Spezialeinheit gesetzt haben, landen sie bei Rebellen, denen sie einige Drogen schenken und durch Ablenkung mit einem Lied entkommen können.